# والتر ستشاتشنر
والتر ستشاتشنر (بالألمانية: Walter Schachner) من مواليد 1 يناير 1957 في ليوبين في النمسا، لاعب كرة قدم نمساوي سابق، ومدرب كرة قدم حالي. كما لعب مع منتخب النمسا لكرة القدم.

## روابط خارجية
- والتر ستشاتشنر على موقع الاتحاد الدولي (مؤرشف)  (الإنجليزية)
- والتر ستشاتشنر على موقع الاتحاد الأوربي (الإنجليزية)
- والتر ستشاتشنر على موقع قاعدة بيانات كرة القدم.إي يو (الإنجليزية)
- والتر ستشاتشنر على موقع ناشيونال فوتبول تيمز (الإنجليزية)
- والتر ستشاتشنر على موقع عالم كرة القدم.نت (الإنجليزية)